# المركز (إب)

تعديل مصدري - تعديل

قرية المركز هي مدينة يمنية في محافظة إب، وهي مركز مديرية بعدان، بلغ تعداد سكانها 3788 نسمة حسب الإحصاء الذي أجري عام 2004.